# Campeonato Mundial de Tiro con Arco en Sala de 1993
El II Campeonato Mundial de Tiro con Arco en Sala se celebró en Perpiñán (Francia) entre el 5 y el 7 de marzo de 1993 bajo la organización de la Federación Internacional de Tiro con Arco (FITA) y la Federación Francesa de Tiro con Arco.

## Medallistas

### Masculino
| Evento                    | Oro                          | Plata                    | Bronce                        |
| ------------------------- | ---------------------------- | ------------------------ | ----------------------------- |
| Arco recurvo individual   | Guennadi Mitrofanov · Rusia  | Wu Tsung-Yi China Taipéi | Stanislav Zabrodsky · Ucrania |
| Arco compuesto individual | Kirk Ethridge Estados Unidos | Paw Lassew Dinamarca     | Dee Wilde Estados Unidos      |

### Femenino
| Evento                    | Oro                               | Plata                       | Bronce                      |
| ------------------------- | --------------------------------- | --------------------------- | --------------------------- |
| Arco recurvo individual   | Jennifer O'Donnell Estados Unidos | Natalia Valeeva Moldavia    | Volha Yakusheva Bielorrusia |
| Arco compuesto individual | Inga Low Estados Unidos           | Glenda Doran Estados Unidos | Hélène Joinier Francia      |

## Medallero
| Núm. | País           | Oro | Plata | Bronce | Total |
| ---- | -------------- | --- | ----- | ------ | ----- |
| 1    | Estados Unidos | 3   | 1     | 1      | 5     |
| 2    | Rusia          | 1   | 0     | 0      | 1     |
| 3    | China Taipéi   | 0   | 1     | 0      | 1     |
| 3    | Dinamarca      | 0   | 1     | 0      | 1     |
| 3    | Moldavia       | 0   | 1     | 0      | 1     |
| 6    | Bielorrusia    | 0   | 0     | 1      | 1     |
| 6    | Francia        | 0   | 0     | 1      | 1     |
| 6    | Ucrania        | 0   | 0     | 1      | 1     |
|      | TOTAL          | 4   | 4     | 4      | 12    |